# Ghetto (Firenze)

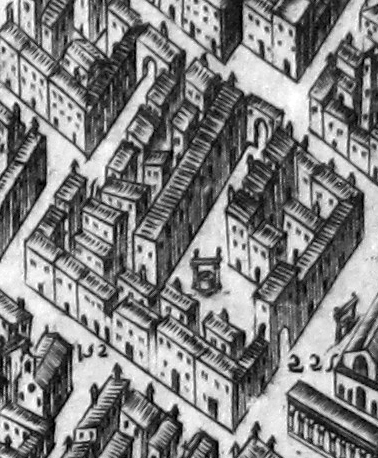
Il Ghetto ("vecchio") nella pianta del Buonsignori (1594); vi si vede la piazza della fonte e via della Nave con le rispettive porte d'accesso

Il Ghetto era una zona del centro storico di Firenze, situato in un grande isolato tra la piazza del Mercato Vecchio (oggi piazza della Repubblica), le vie dei Rigattieri e dei Naccaioli (oggi via dei Brunelleschi), la via della Vacca (oggi via dei Pecori) e la via della Macciana/via dei Succhiellinai (oggi via Roma). Destinato alla "nazione ebrea" dal 1571, dopo l'emancipazione fu rioccupato da povera gente, diventando una delle zone più degradate dell'intera città, tanto che fu deciso di raderlo al suolo durante il periodo del "Risanamento". Fu sgomberato definitivamente nel 1885 e demolito dal 1888. Al suo posto sorsero due grandi complessi residenziali: il palazzo Levi e il palazzo Ceci e Rossi, separati da un tratto nuovo di zecca di via dei Tosinghi. 
Una ricostruzione in plastico dell'aspetto dell'antico ghetto si trova al museo ebraico del tempio maggiore israelitico di Firenze.

## Storia

### Preesistenze

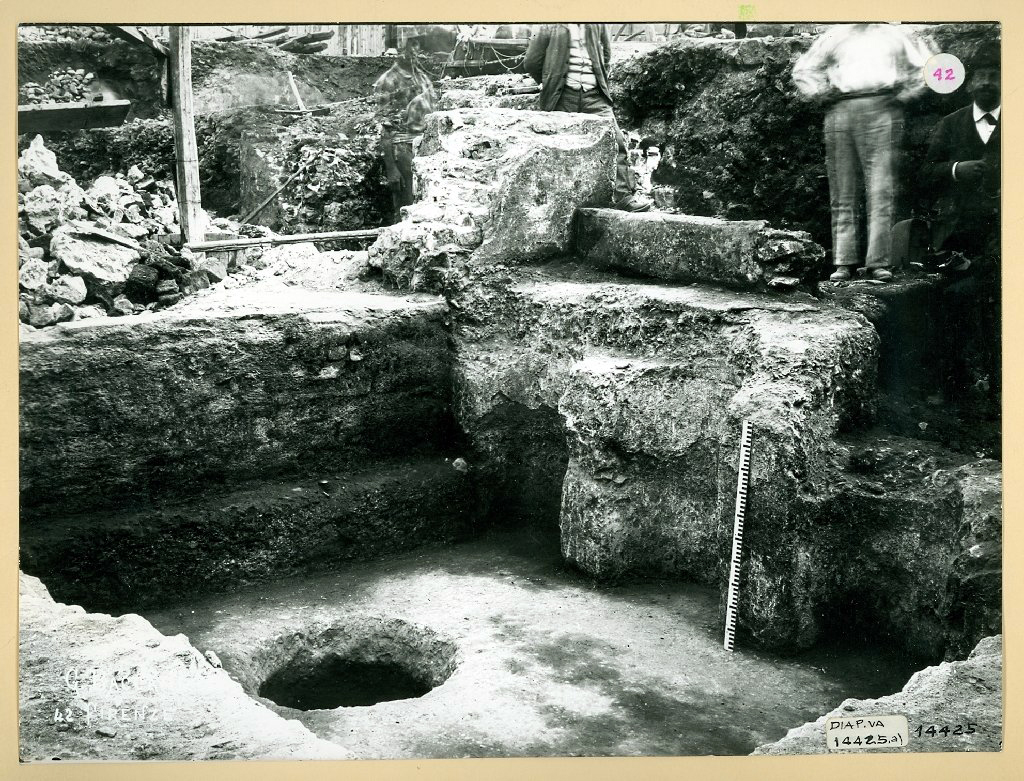
Scavi nel Ghetto al tempo delle demolizioni, quando venne rinvenuto un pozzo di impluvium dell'età romana

L'isolato del Ghetto si trovava dentro l'originario quadrilatero della Firenze romana e non è da escludere che la disposizione degli edifici e delle sue strade e piazzette ricalcasse in antico il reticolo originario romano. Gli scavi ottocenteschi rinvennero nella parte settentrionale di quello che fu poi il Ghetto un pozzo di un impluvium di un edificio di età repubblicana romana, e i resti di un'esedra con due absidi più piccole laterali in posizione perpendicolare, di epoca imperiale.

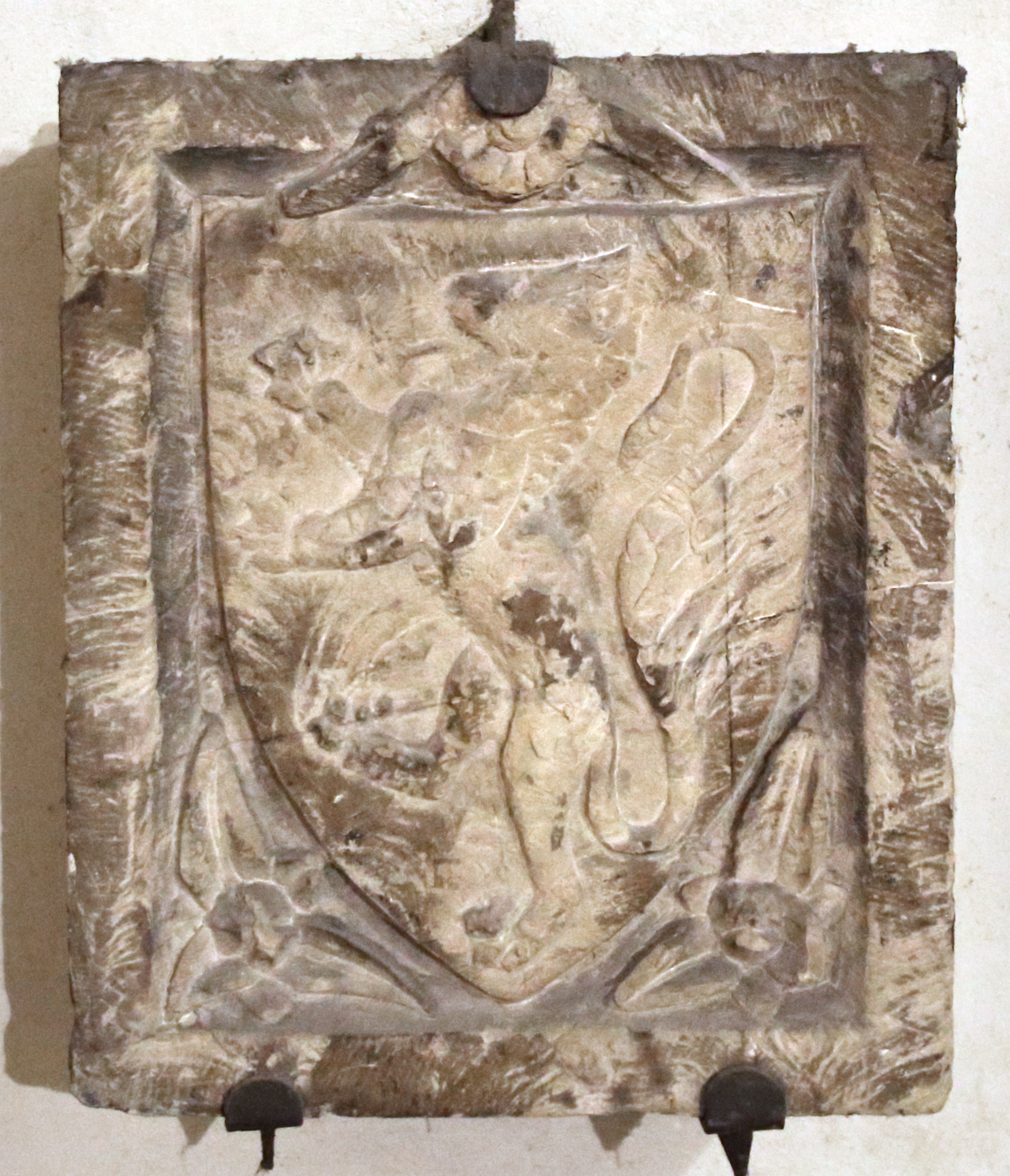
Stemma dei Tosinghi, dalla loggia che questa famiglia aveva verso via dei Naccaioli, poi ingobata nel Ghetto (Museo di San Marco)

Nel corso del Medioevo si erano qui stanziate, con le loro case, casetorri e palagi, famiglie tra cui spiccavano i Della Tosa/Tosinghi, i Medici, i Pecori e i Brunelleschi. Con la cacciata dei guelfi dopo il 1260, la zona fu particolarmente danneggiata da crolli e incendi. Già dal 1248 era andato distrutto il grande palazzo dei della Tosa, citato dal Villani e dal Malispini. Ne restava una loggia su via dei Rigattieri che, coi suoi pilastri ottagonali dai capitelli corinzi e stemmi della famiglia, fu poi murata nel recinto perimetrale del Ghetto. Anche i Brunelleschi avevano qui un palazzo dotato di loggia, antistante la loro piazza ma dal lato che fu incluso poi nel Ghetto, e quindi murato nel suo recinto.
Nel Trecento la zona iniziò a subire un graduale peggioramento: se alcune famiglie patrizie come i Medici continuarono ad acquistare edifici in questo isolato, si trattò di eccezioni, e la maggior parte degli edifici veniva per lo più affittata a commercianti, bottegai e case di malaffare. Nel 1328 una zona murata nei pressi dell'attuale via dei Brunelleschi venne destinato a "Gran Postribolo". Si trattava di un edificio con alte mura merlate, su cui avvenne più di una volta di dipingere le immagini dei capitani di ventura disonesti appesi per un piede, come forma di condanna e disprezzo in contumacia. Anche nel catasto del 1427 e nei successivi si può constatare la mutata condizione di questa zona, dove le proprietà continuavano ad essere in mano delle stesse famiglie, che però non vi riedevano. Ad esempio nella portata al catasto di Jacopo di Bernardo di Alamanno de' Medici del 1498 si ricordano «un albergho a uso di meretrice, luogo detto il Fraschato» e «tre botteghe a uso di meretrice in chiasso Malacucina», e vi si legge come non si trovassero pigionali «ladri o ribaldi». Sulle mura merlate del Postribolo venivano dipinti in traditori della patria impiccati per i piedi.
La zona era comunque conosciuta per alcune notissime osterie, come quella del Frascato, quella di Chiasso e quella del Piovano.

### Quartiere ebraico

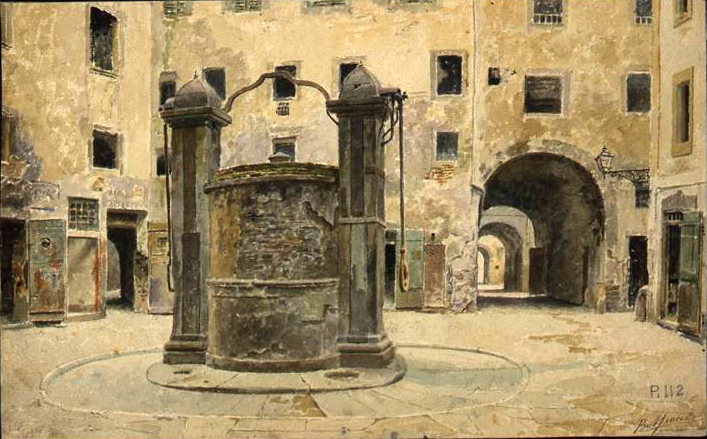
La piazza della Fonte, cuore del Ghetto Vecchio, in un acquerello di Riccardo Meacci. A destra si vede la volta che immetteva nella via del Ghetto

In questo quadro in parte desolante, Cosimo I e il figlio Francesco, dopo aver accolto numerosi ebrei sefarditi dalla Spagna e dal Portogallo, obbligarono gli ebrei italiani (non iberici) a risiedere coattamente in un nuovo ghetto, come richiesto da papa Pio V. Il ghetto fu disegnato da Bernardo Buontalenti, che lo murò lasciando solo due aperture. Qui dovettero confluire anche gli ebrei che risiedevano nei centri minori attorno a Firenze. Solo ad alcune famiglie di prestatori fu concesso il privilegio di continuare ad abitare fuori del ghetto, vicino alla residenza dei Medici di palazzo Pitti, in via dei Giudei (ora via dei Ramaglianti) dove esisteva anche una piccola sinagoga almeno dal Quattrocento. 
La comunità ebraica, fin dall'istituzione del Ghetto, si era preoccupata di tutelare l'ordine, il decoro, la pulizia e l'igiene di questa zona, con disposizioni che vennero ampliate nel 1572 e nel 1608, quali il divieto di gettare sporcizia dalle finestre, di fare giochi rumorosi nelle strade e nelle piazze, di salire sui tetti a stendere i panni, di mettere cocomeri o meloni in fresco nei pozzi, ecc. Disposizioni che probabilmente venivano spesso trasgredite, come fa supporre la frequenza con cui dovettero essere ribadite. 
Al tempo di Cosimo III, nel 1706, il recinto venne ampliato, includendo gli edifici fino a piazza dell'Olio, con lavori progettati dall'architetto Pier Antonio Tosi. Il "Ghetto Nuovo" ebbe un ulteriore accesso sulla piazza dell'Olio.
Nel 1750 agli ebrei fu concessa la proprietà degli edifici del ghetto, che rimase in vigore fino all'epoca napoleonica.

### Dall'emancipazione alla demolizione

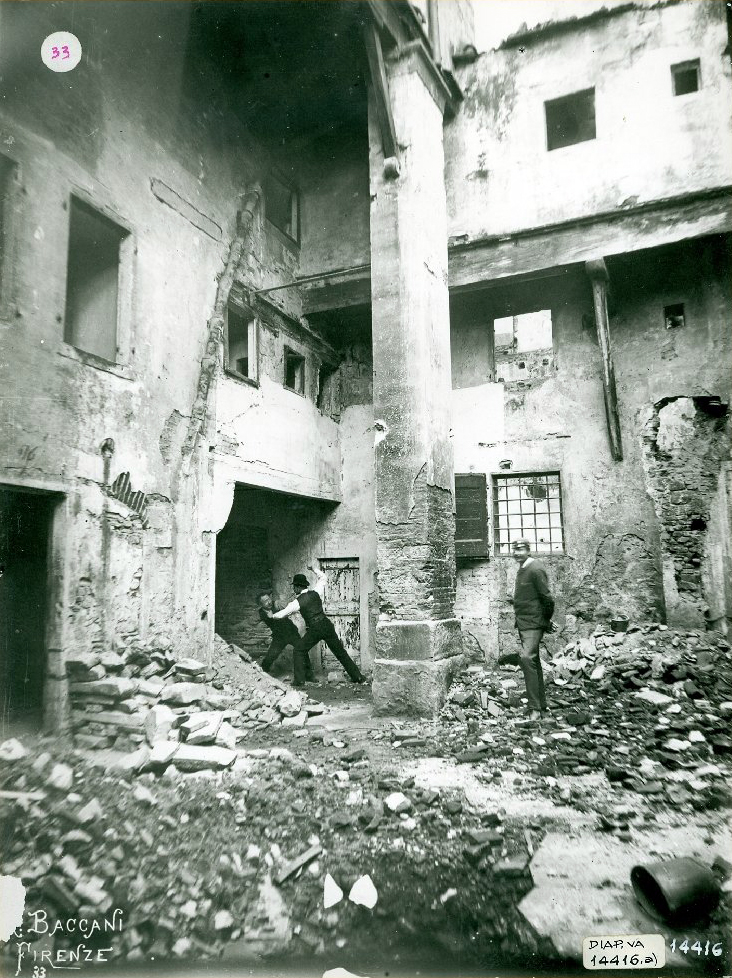
La Corte del Macello durante le demolizioni. Il fotografo, per ricreare un'atmosfera malfamata, fece inscenare una finta rissa (considerando i lunghi tempi di posa degli apparecchi dell'epoca)

Nel 1848, con l'emancipazione, la residenza coatta venne abolita, e la maggior parte delle famiglie ebree di miglior condizione si trasferì altrove, specialmente nel nuovo quartiere della Mattonaia, dove venne costruito il nuove Tempio israelitico.
Le case del ghetto, vecchie e malandate, ma anche celate al resto della popolazione dalle mura, iniziarono così ad essere affittate alla popolazione meno abbiente della città, trasformandosi presto nel ricettacolo malsano e incontrollabile, ideale per molte forme di delinquenza e di prostituzione. Si trovano ampie e fosche descrizioni delle condizioni di vita nel ghetto con le sue disastrose condizioni igienico-sanitarie, il sovraffollamento e la diffusa criminalità, in autori come Jarro, Giuseppe Conti, e nel romanzo L'orfana del ghetto di Carolina Invernizio. 
(Jarro, Firenze sotterranea, 1881.)
Esiste anche una dettagliata relazione di un'indagine compiuta da parte della Commissione Storico Artistica Comunale nel 1881, in cui si riscontrò comunque una migliore condizione della zona del Ghetto Nuovo, con appartamenti ariosi ed eleganti, spesso decorati anche da affreschi, come una sala da orchestra con scene del Vecchio Testamento, probabilmente quella raffigurata in un acquarello di Riccardo Meacci. Più degradata era la zona del Ghetto Vecchio, soprattutto nella parte ovest, dove a stento arrivava l'aria nelle piccole e labirintiche corti. La Commissione, a cui partecipava anche Guido Carocci e che si dimostrò quasi sempre contraria alle demolizioni, ammetteva che almeno per questa zono fosse necessario un risanamento. 
Tutte quello che venne pubblicato sul ghetto prima delle demolizioni sottolineava sempre e soltanto gli aspetti deteriori, e si fece largo come opinione comune che il Ghetto "doveva" essere distrutto. Lo sgombero coatto risale al 1885. Negli anni successivi tuttavia ci si accorse del fascino particolare di questo quartiere, ormai svuotato dai suoi "pericolosi abitanti", quando fu oggetto della campagna fotografica e iconografica da parte di bozzettisti e acquarellisti; dal 1886 vennero organizzate visite guidate dentro di esso, devolvendo in beneficenza il ricavato dei biglietti. Inoltre per il carnevale di quell'anno, grazie alla libera disponibilità degli ambienti e all'accesso controllato garantito dalle poche entrate, il ghetto rappresentò il palco ideale per la rappresentazione fantasmagorica di una Baghdad delle Mille e una notte. Il successo fu tale che due anni dopo si replicò con l'allestimento della "città cinese". Sulle case si vedevano ancora le decorazioni di quell'evento, quando si procedette con le demolizioni. 
Come in Mercato Vecchio, si approfittò per scavare archeologicamente la zona, con alcuni rinvenimenti di cui si è già accennato. Tra il 1890 e il 1893 si procedette a costruire i nuovi palazzi: sorsero nell'isolato sud il palazzo della Fondiaria Assicurazioni e nell'isolato nord il complesso del palazzo Ceci e Rossi, separati da via Tosinghi che si stendeva rettilinea su quella che era stata via della Nave, e che omaggiava i Della Tosa, la famiglia che nel Duecento aveva dato lustro a questa zona. Del Ghetto non restò alcuna traccia, né negli edifici, né nella toponomastica.

## Descrizione

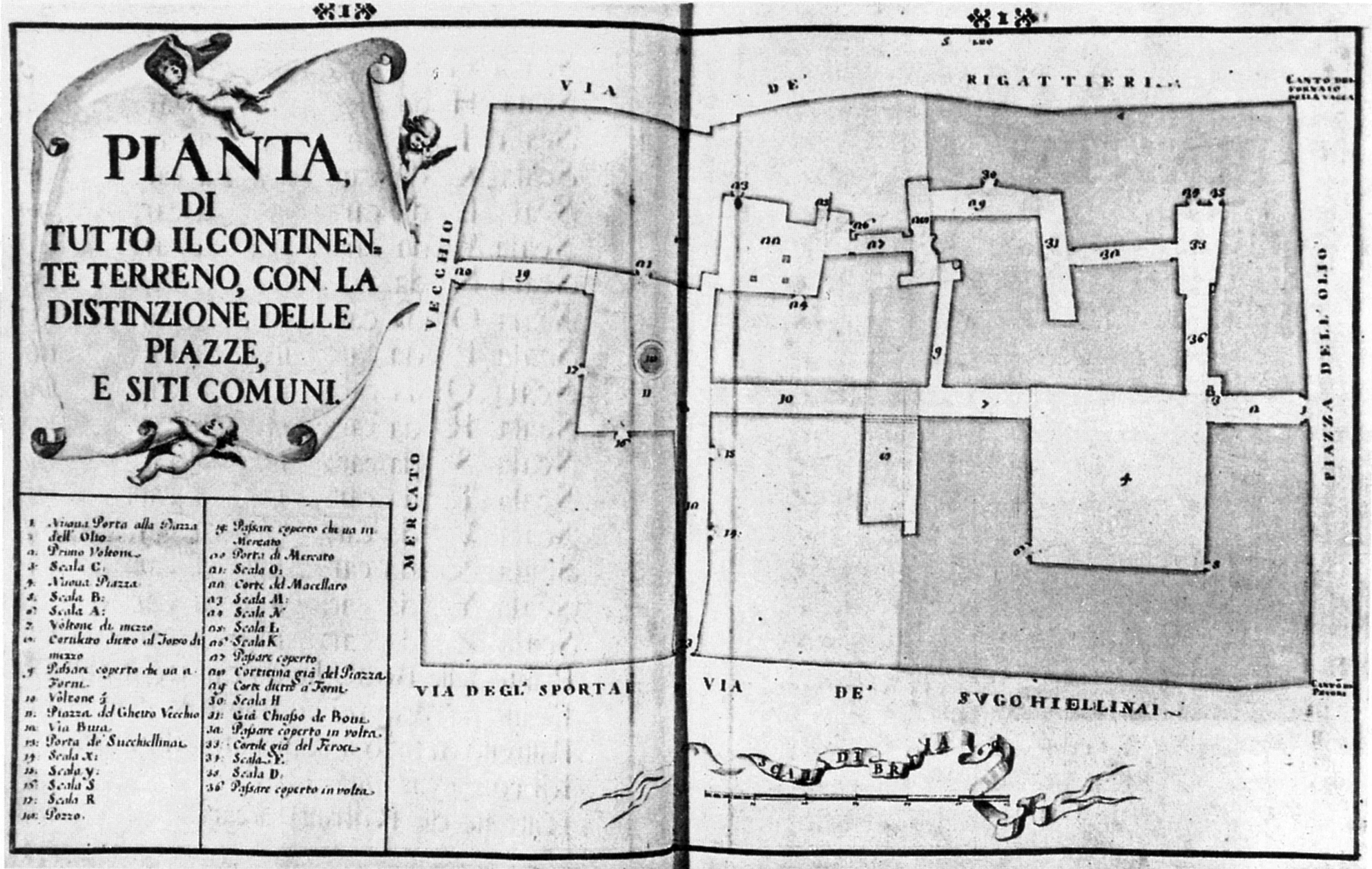
Pianta del Ghetto di Firenze, 1721

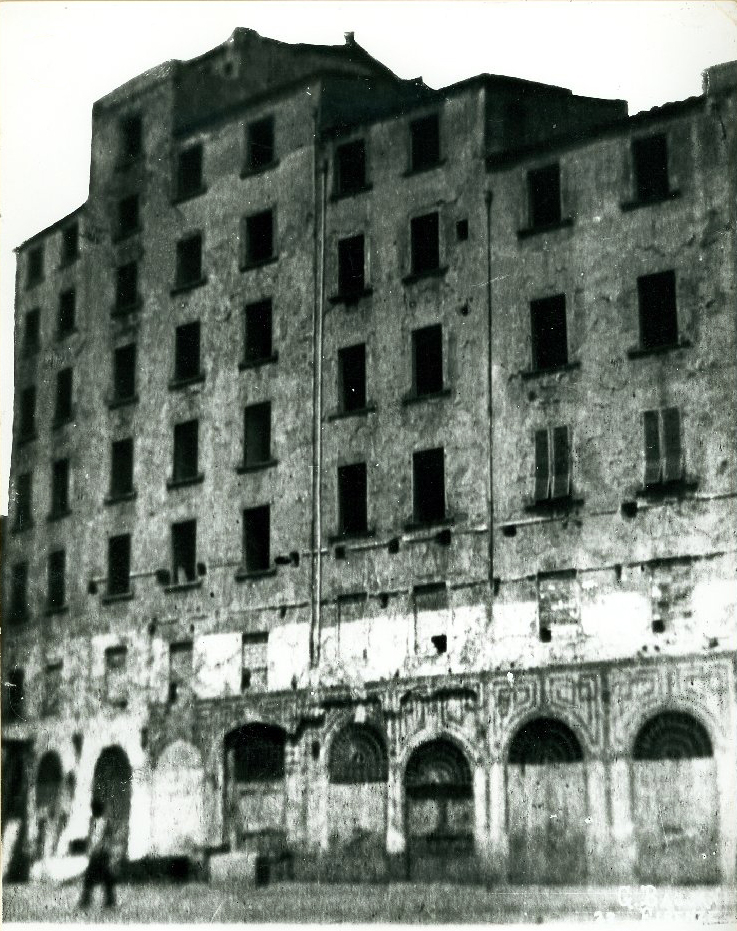
Le case del Ghetto su piazza del Mercato dopo lo sgombero coatto, prima delle demolizioni

Il primo nucleo del Ghetto, detto Ghetto Vecchio, era quello più vicino alla piazza del Mercato, attorno all'ex-piazza della Tosa (poi detta piazza del Ghetto o della Fonte), ed è quello che si vede recintato nella pianta del Buonsignori. Le case esterne del blocco, dotate di finestre che davano sulle piazze e le strade e di esercizi commerciali al piano terra, erano comunque riservate ai cristiani, e non erano comunicanti con quelle interne, dove effettivamente abitavano gli ebrei. Dalla piazzetta della Fonte si dipanavano tre vicoli: uno breve, verso sud, portava in piazza del Mercato; uno verso est, detto via Buia o via della Nave verso il chiasso degli Agolanti (oggi via Roma); un terzo, detto chiasso Grande o via del Ghetto, attraversava l'isolato verso nord, attraversando la piccola corte del Frascato (o del Torso di Mezzo), incrociandosi col chiasso di Malacucina, fino a sbucare nella corte dei Pecori, confine del Ghetto Vecchio. La piazza del Ghetto Vecchio aveva un pozzo, spesso raffigurato iconograficamente.
Nella parte ovest si dinoccolava poi una serie di piccole corti (le "cortacce"), vicoli e volte, che in due punti si reimmettevano sul chiasso Grande: qui era stato il "Grande Postribolo". Questi passaggi di brevi tratti confluivano l'uno nell'altro in maniera pressoché perpendicolare, a ricalcare probabilmente il tracciato romano, ma si trattava di ambienti dalle estremità cieche, per via della recinzione e dell'affollamento degli edifici che avevano finito per saturare i vicoli. Tra questi, il più vicino alla piazza della Fonte era il cortile del Macello (o Cortaccia), accessibile tramite una volta, a cui seguivano la corte dietro ai Forni, il chiasso dei Buoi (nomi che ricordavano come lì si producessero gli alimenti secondo le leggi ebraiche), la corte del Feroci (o dei Bagni), ecc. Si trattava di un vero e proprio labirinto, dove solo chi vi abitava sapeva districarsi. Sia Jarro che Conti raccontano di come fosse facile, per qualsiasi delinquente inseguito dai birri dileguarsi nel ghetto, entrando magari in una scala, che portava ad ambienti collegati internamente (grazie alle volte che attraversavano ogni vicolo), fino ai passaggi più imprevedibili tramite terrazze e perfino sui tetti. La corte del Macello, con due grandi pilastri che sorreggevano l'ampliamento seicentesco della sinagoga di rito italiano, un tempo era stata cortile del palazzo dei Brunelleschi; nella corte dietro i Forni, angolo chiasso dei Buoi, si apriva un arioso doppio loggiato a tutto sesto, pure frutto di qualche preesistenza quattrocentesca. 

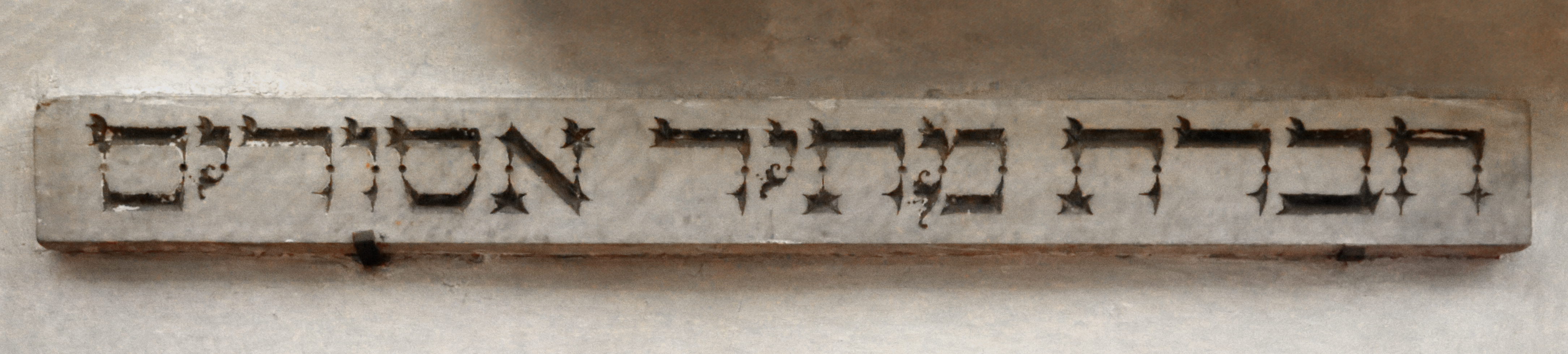
Iscrizione in ebraico della confraternita dei liberatori dei carcerati, oggi al Museo di San Marco

L'addizione del Ghetto Nuovo aveva il suo fulcro nella piazzetta della corte dei Pecori, che doveva il suo nome alle molte case qui espropriate alla famiglia Pecori nel 1711. La piazzetta si chiamò del Ghetto Nuovo, o Cortile Grande, o più tardi piazza della Fraternità, per la presenza di un istituto di beneficenza della Fraternità Israelitica. Da qui si poteva raggiungere la corte dei Feroci, a ovest.
L'accesso al ghetto era garantito da tre porte: una su piazza del Mercato, una in fondo a via della Nave, su via dei Succhiellinai, e una terza, detta Porta Nuova, in fondo al voltone del Ghetto Nuovo, che univa la piazza della Fraternita e la piazza dell'Olio. Le porte erano munite di cancellate che venivano chiuse a mezzanotte. Sulla porta di via della Nave, finché esistette (fu demolita dopo il 1848), si trovava uno stemma mediceo con l'iscrizione: «COSMVS MED. MAG . ETRVRIÆ DVX / ET SERENISS. PRINCEPS F. SUMMÆ IN AMONES / PIETATIS ERGO HOC IN LOCO HÆBREOS A CHRISTIANORVM / CŒTV SEGREGATOS NON AVTEM EIECTOS VOLVERVNT / VT LEVISSIMO CHRISTI IVGO CERVICES DVRISSIMAS / BONORVM EXEMPLO PRÆBERE DOMANDAS FACILE / ET IPSI POSSINT ANNO D . M.DLXXI» (traduzione: "Cosimo de' Medici, granduca di Toscana, e il Serenissimo principe figlio, per la grande pietà verso gli Ammoniti non li hanno scacciati come in passato, [ma] hanno separato in questo luogo gli Ebrei dalla comunità dei Cristiani, con lo scopo che essi possano facilmente offrire perfino quei colli difficilissimi da domare, tramite il leggerissimo giogo di Cristo e l'esempio dei più buoni, nell'anno del Signore 1571"). Vi si riconosceva che gli Ebrei fossero segregati dai cristiani ma non cacciati dalla città, né sparsi nelle abitazioni, affinché per l'esempio dei "più buoni" si fossero piegati più facilmente ad abbracciare il Vangelo. Anche la Porta Nuova era decorata da una mostra in pietra con bozze a punta di diamante, uno stemma mediceo al centro e un'iscrizione.
Nel ghetto c'erano due sinagoghe: una di rito italiano (edificata nel 1571) e uno di rito levantino (edificata alla fine del XVI secolo). Gli arredi di queste due sinagoghe vennero trasferiti nel 1882 in via delle Oche, da dove poi vennero portati entro il 1962 in Israele.
Nel Ghetto trovavano posto inoltre varie scuole, un tribunale interno, saloni per feste, bagni e negozi, in un insieme autosufficiente in cui la popolazione ebraica poteva vivere protetta.

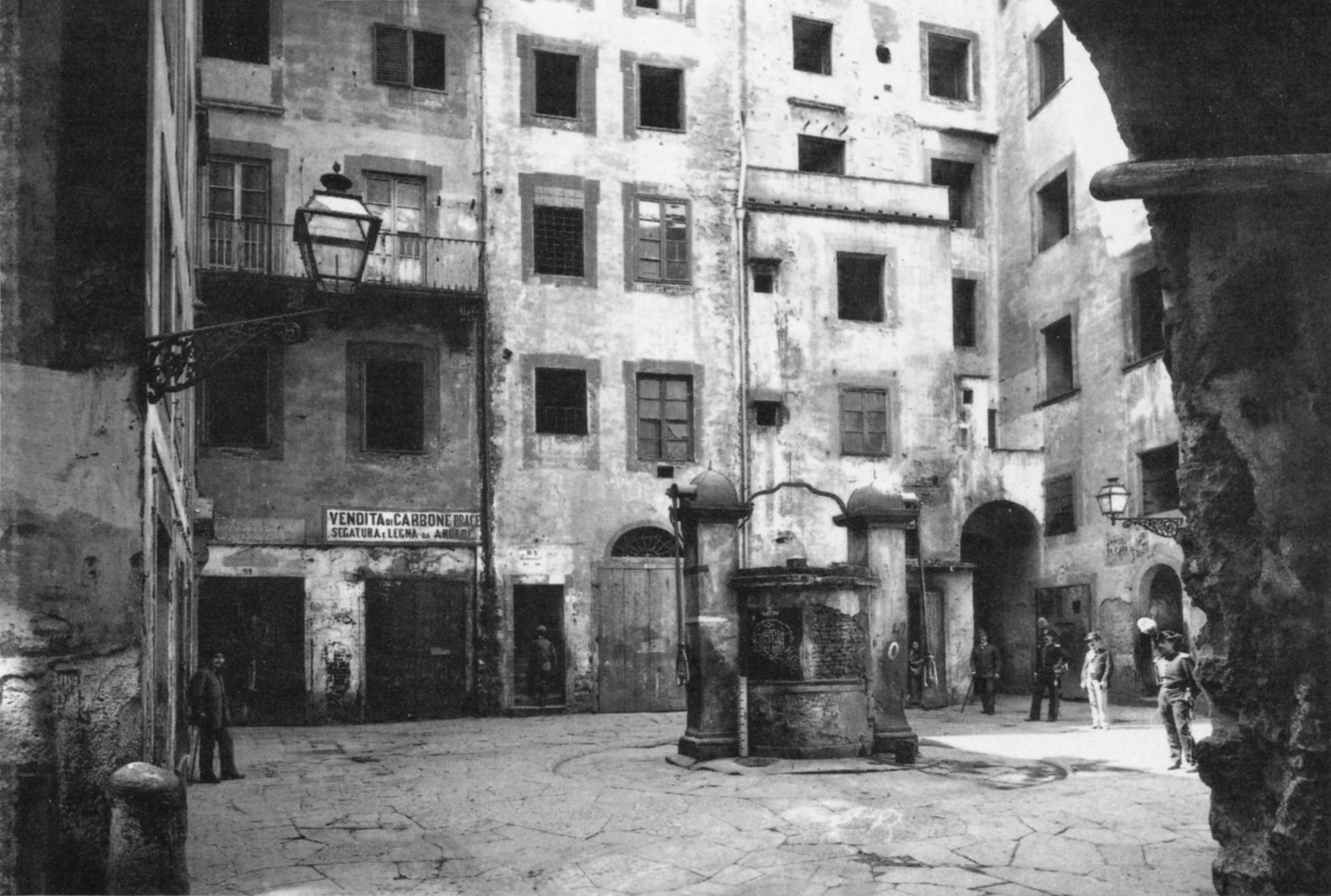
Piazza della Fonte vista dalla via del Ghetto, con a destra la stretta volta della porta del Mercato
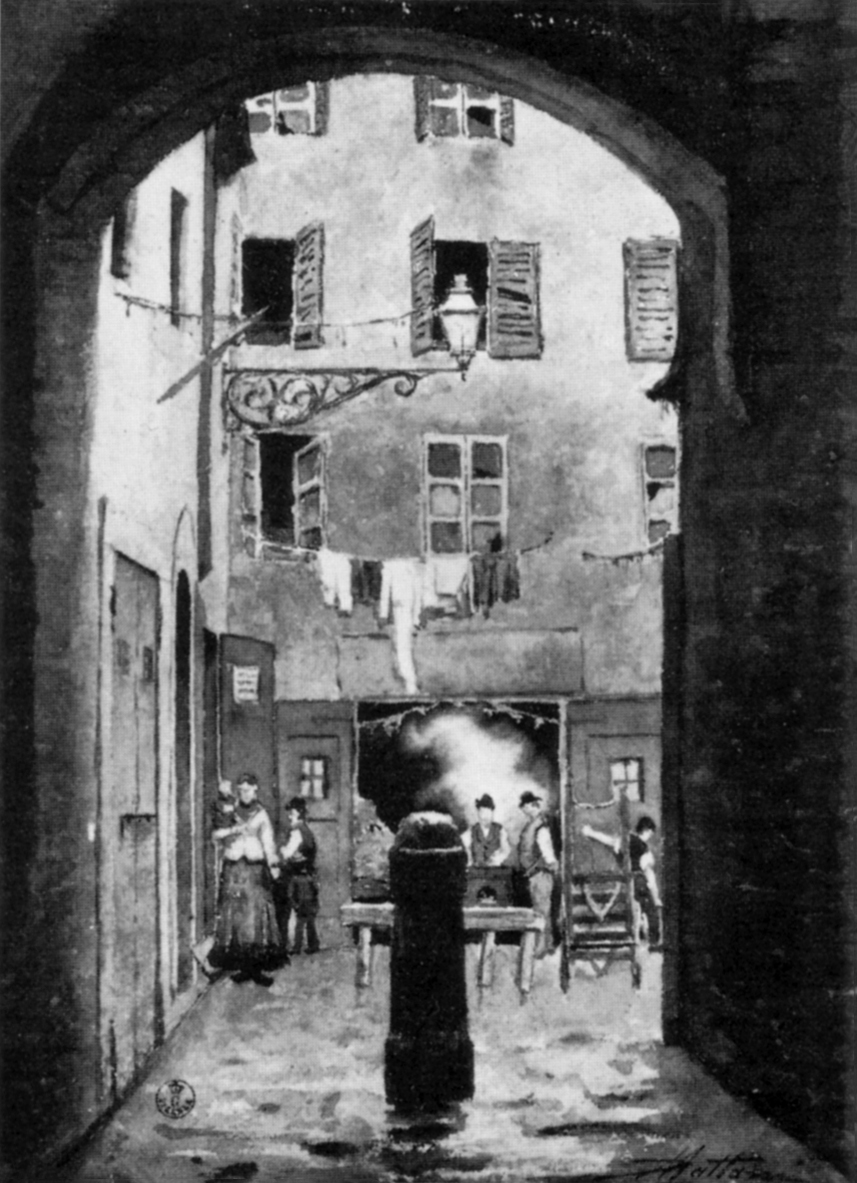
Piazza della Fonte vista dalla porta del Mercato
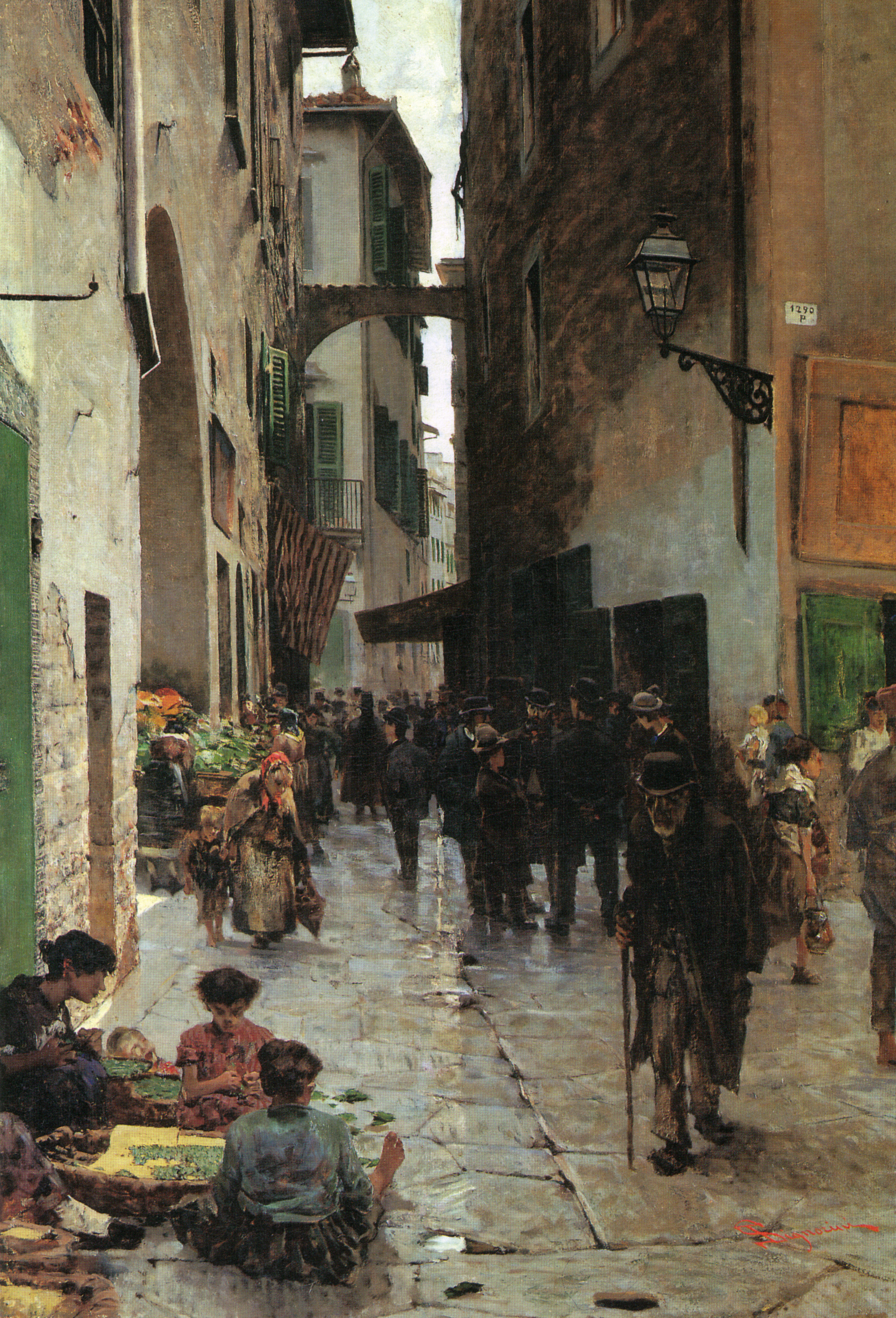
Via della Nave vista da piazza della Fonte, tela di Telemaco Signorini
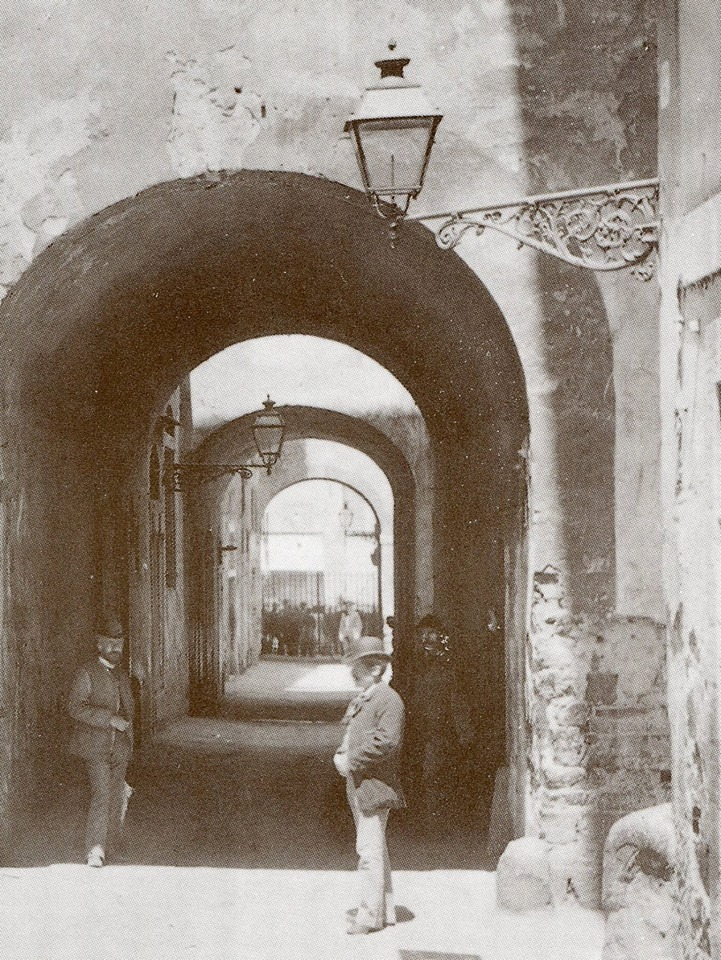
La via del Ghetto
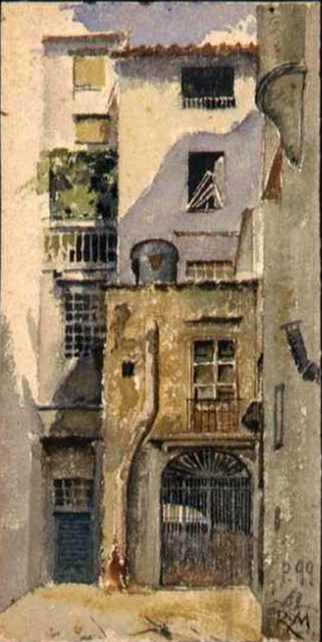
Il cortile del Torso di Mezzo: vi si riconosce una piccola garitta che è riconoscibile anche in testimonianza da altre angolazioni presso un balcone circostante
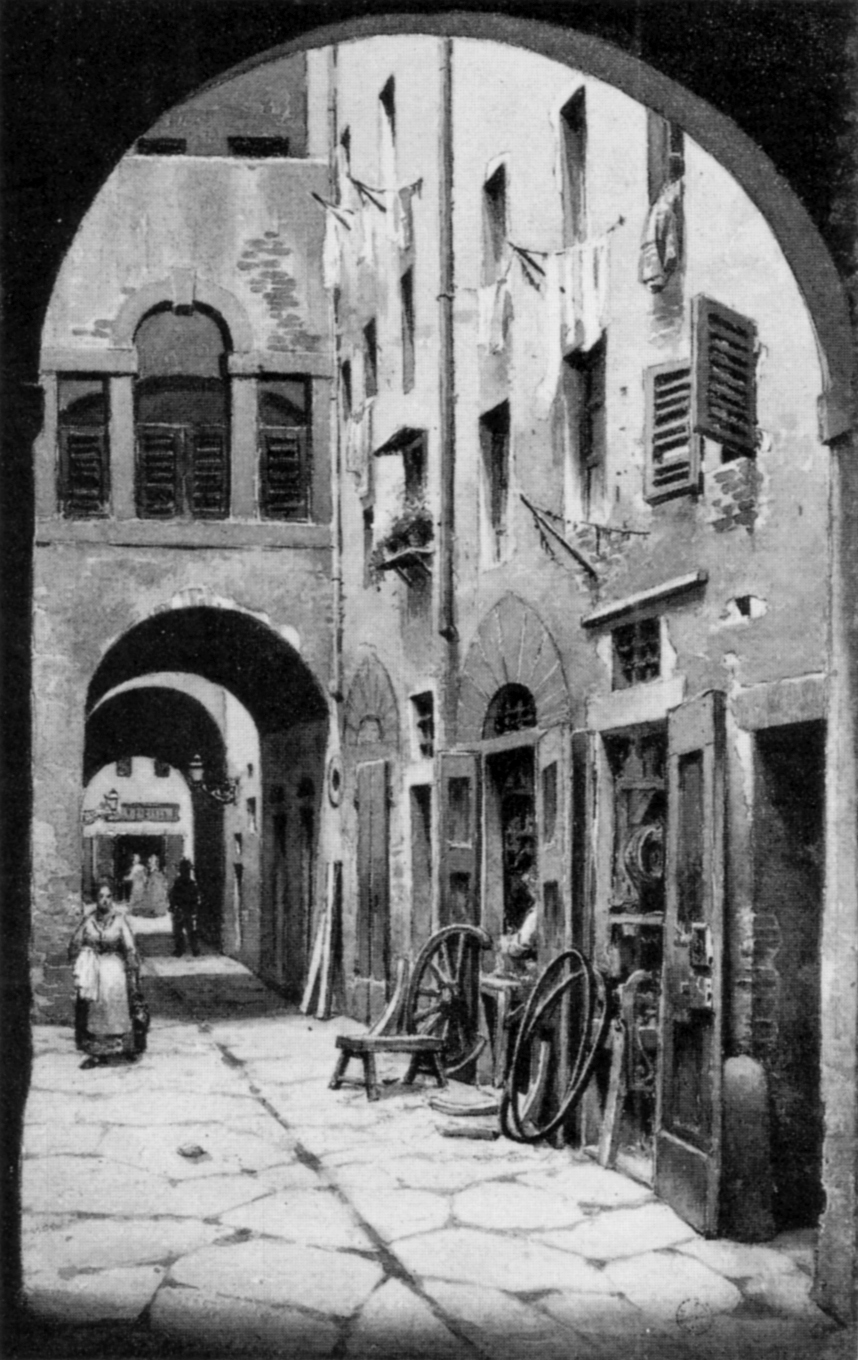
Piazza della Fratellanza vista dalla volta che dava sulla porta in piazza dell'Olio, guardante la via del Ghetto
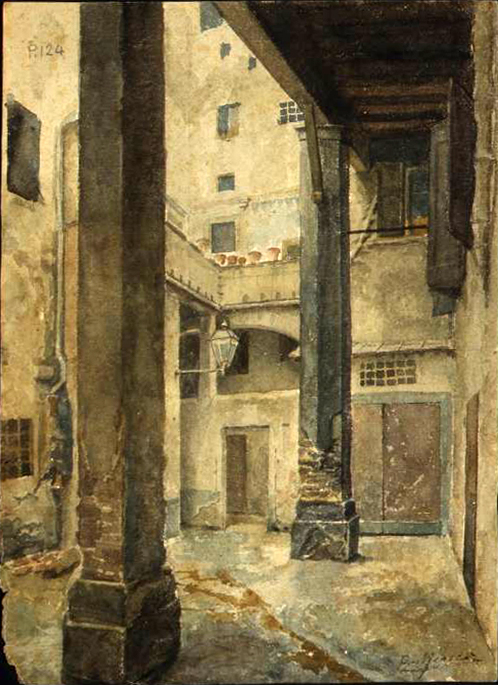
La corte del Macello in un acquerello di Riccardo Meacci; visi riconoscono i pilastri che erano stati loggia dei Brunelleschi
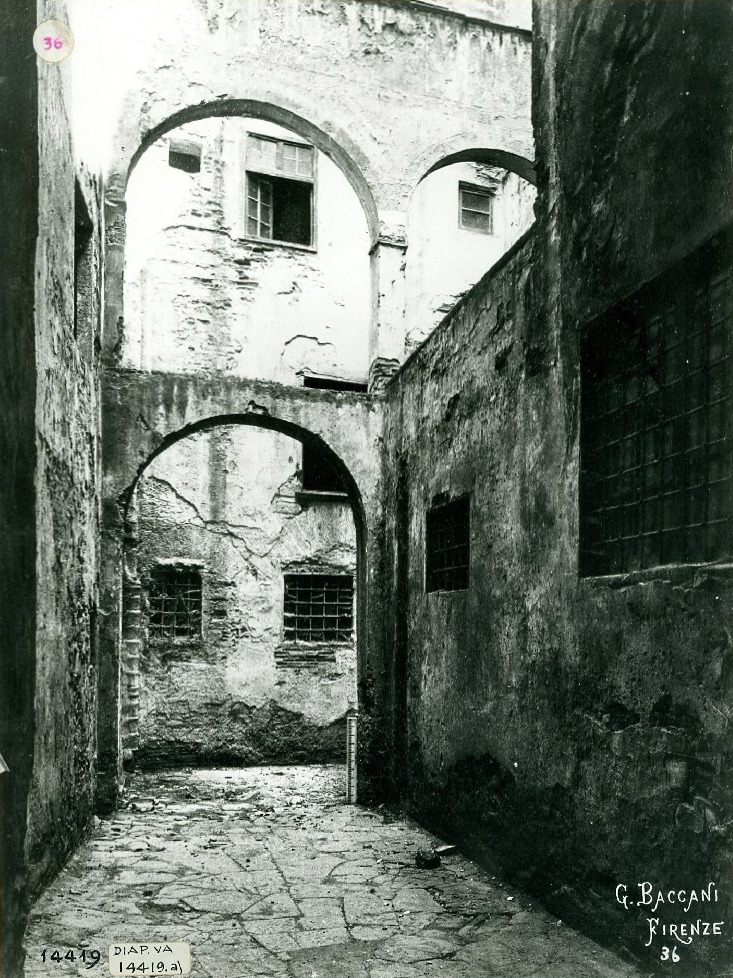
La corte dietro ai Forni, con le arcate che conducevano al chiasso dei Buoi
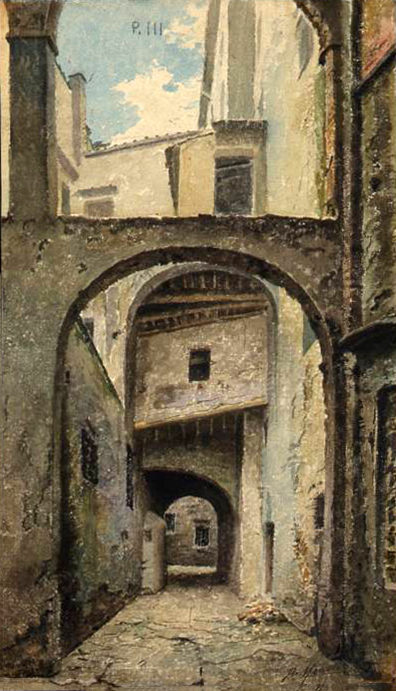
La corte dietro ai Forni vista dal lato opposto, dal chiasso dei Buoi
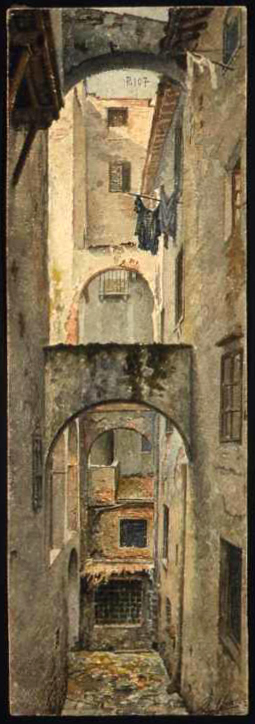
Il chiasso dei Buoi
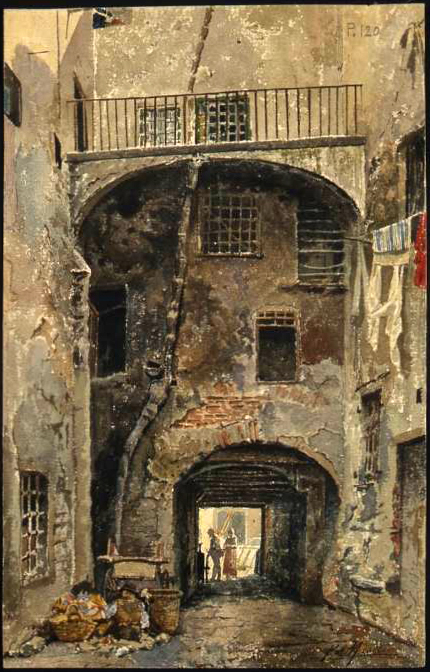
la corte dei Feroci o cortile dei Bagni, l'ultimo dei cortili verso nord; in fondo al basso passaggio voltato si sbucava nella piazza della Fratellanza
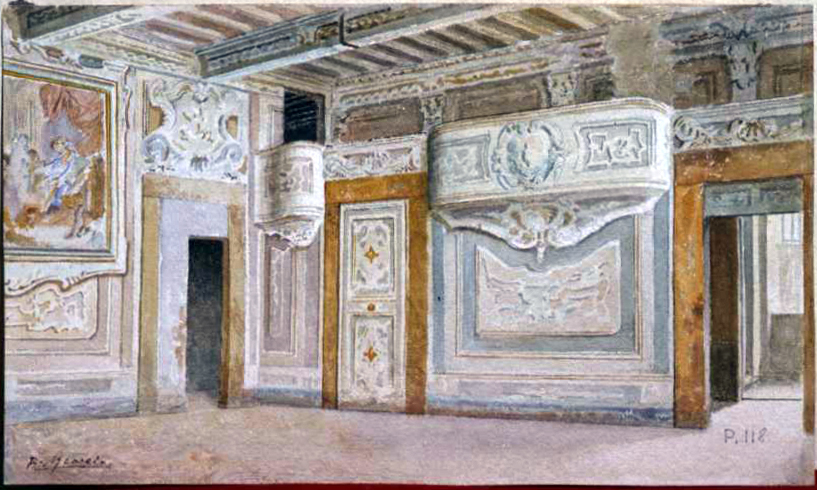
La sala affrescata nel Ghetto Nuovo

## Vita nel Ghetto

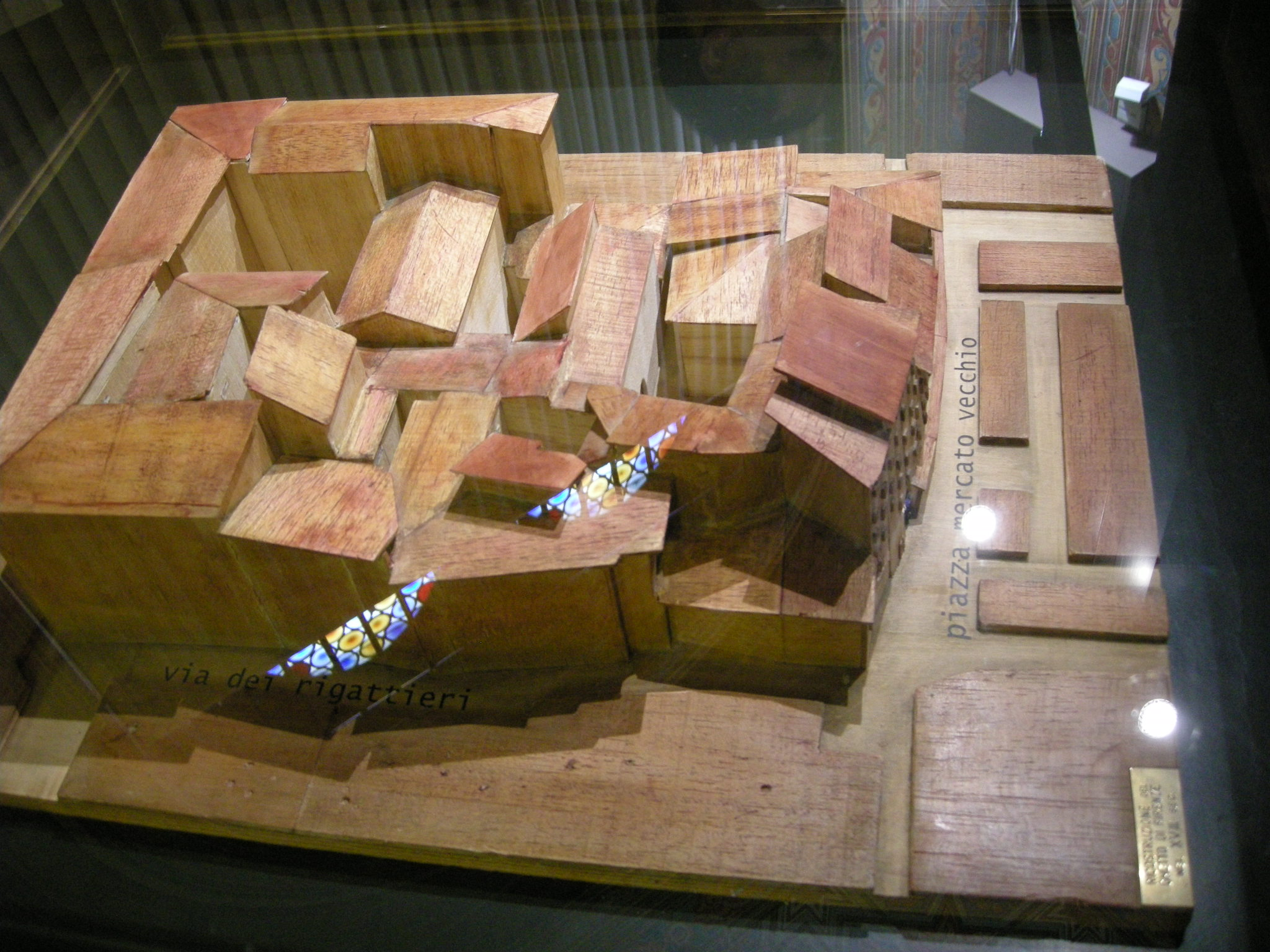
Plastico del Ghetto di Firenze, nel Museo ebraico presso la sinagoga maggiore

Lo scrittore Giuseppe Conti, nel libro Firenze Vecchia (1899) lasciò una vivace descrizione della vita nel Ghetto riferibile al XIX secolo: «Alle ventiquattro si chiudevano le porte del Ghetto lasciandone aperta soltanto una a spiraglio per quelli che facevan più tardi un quarto d'ora o una mezz'ora. I birri vi potevano però entrare a qualunque ora per sorvegliare o cercare dai manutengoli più noti la roba rubata quando si scopriva qualche furto; poiché la polizia, in questi casi, la prima visita la faceva in Ghetto, ma non trovava quasi mai nulla, perché avevano già strutto gli ori e gli argenti, che ridotti in verghe, nessuno poi era più buono a riconoscere. Però la ragione vera della ricchezza degli ebrei, non era questa: non tutti facevano il manutengolo dei ladri; la generalità invece, doveva la sua agiatezza alla sola via che era loro lasciata, quella del commercio e del giro del denaro, alla parsimonia con la quale vivevano, all'ordine e all'economia domestica, e ai pochi incentivi di spendere e di menare una vita fastosa, che erano loro concessi. [...] L'interno del Ghetto era sudicio e lercio quanto mai si può dire. Il Comune non vi faceva i lavori necessari, le fogne non si spurgavano, nessuno sorvegliava la pulizia né l'igiene; e tutti facevano quello che volevano. C'eran delle case perfino d'undici piani: quelle costruite sul muraglione del Gran postribolo difaccia alla Palla. [...] Le case di sette e di nove piani erano comuni. C'è da immaginarsi perciò quanta luce e quanto sole penetrasse in quelle corti e in quei vicoli rinchiusi. Soltanto dalle finestre delle case più alte si godeva un panorama stupendo, e nelle belle giornate bastava alzare i piedi - come si dice a Firenze per giustificare in certo qual modo l'incuria domestica - e pareva d'essere in paradiso.»

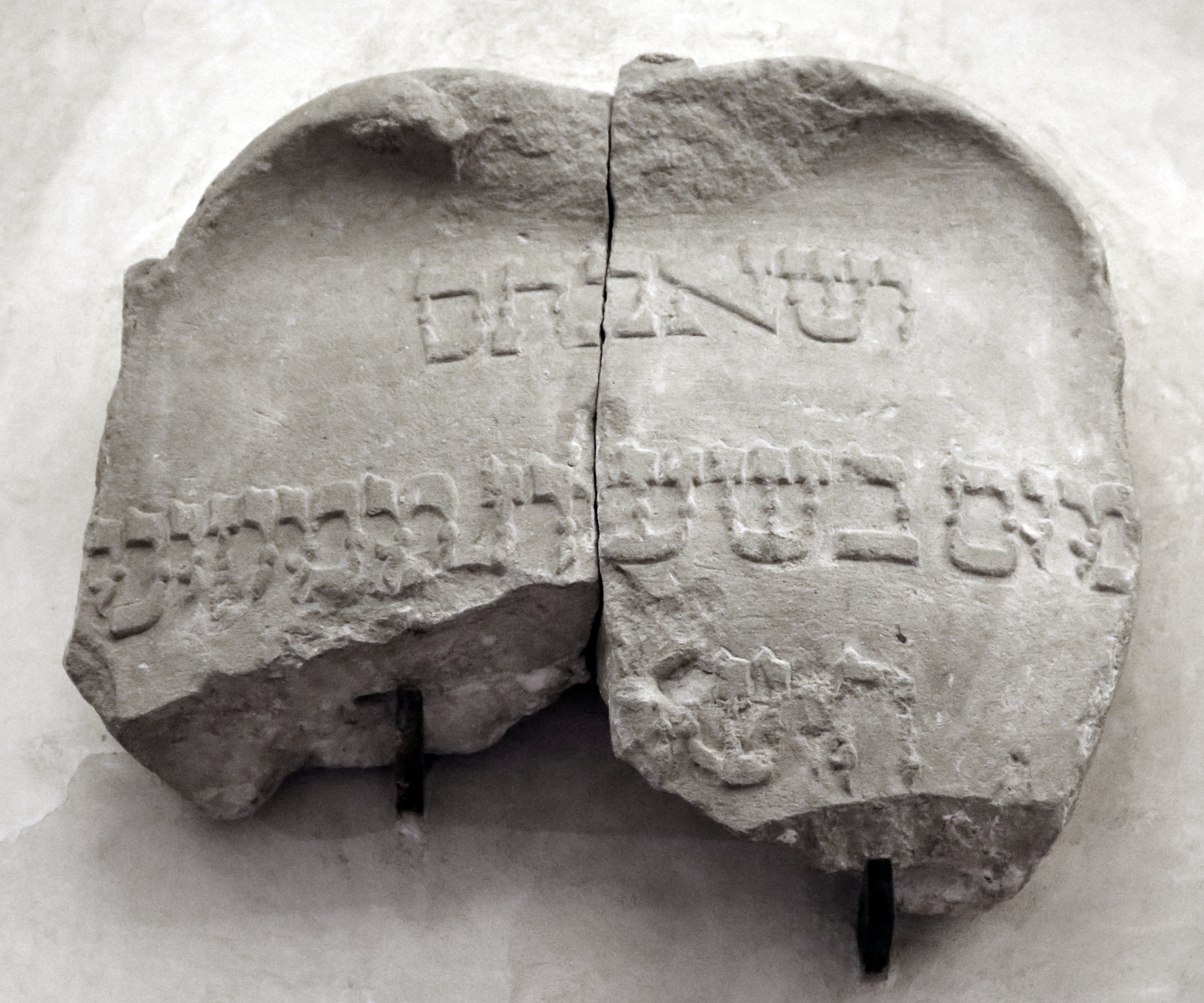
Iscrizione ebraica dal Ghetto, oggi nel Museo di San Marco

«In Ghetto ci stavano anche famiglie ricche; ma si vedevano, tra la classe più miserabile, faccie gialle di gente che respirava aria malsana; ragazze sciatte, in ciabatte, tutte arruffate coi capelli senza pettinare, neri cresputi, che nell'insieme rivelavano la loro origine orientale. Le più vecchie, le madri, avevano il fintino, per una consuetudine religiosa che non permetteva alle donne di tenere i propri capelli dopo che fossero maritate, onde non provocare la concupiscenza altrui. E ragazzi mezzi ignudi che facevano il chiasso per le piazze, per le scale, con una poltiglia nera sugli scalini alta tre dita, formata da centinaia di anni di mota e di letame. Alle finestre di tutte le case, cenci tesi, calze, sottane, lenzuoli pieni di toppe, ma tutto bigio e quasi sudicio, benché fosse roba lavata d'allora! Il Ghetto pareva una piccola città murata. C'era una vita a parte, abitudini proprie, usi affatto diversi.
Da piazza dell'Olio si saliva in quella specie d'androne che internamente conduceva in via della Nave, ove trovavansi botteghe di fondachi e di merciai, che vendevano all'ingrosso a quelli di campagna, i quali oltre al cambrì e alla ghinea vi trovavan corone, crocifissi, saponi, e un'infinità d'altre cose, che gli ebrei vendevano a prezzi bassissimi».

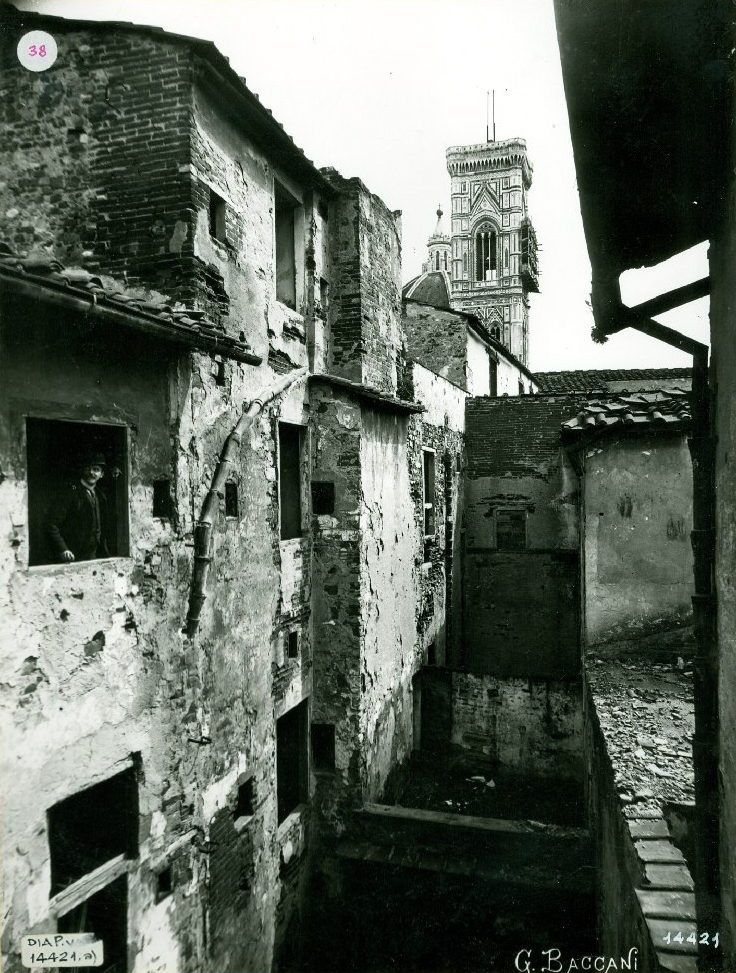
Veduta nel ghetto da un piano alto di abitazione, con affaccio sul campanile di Giotto

«In piazza della Fonte intorno al pozzo, c'eran quelli che abbrustolivano sui fornelli i ceci e i semi di zucca; fra questi c'era un vecchio famoso per friggere le ciambelle, che anche i cristiani i quali attraversavano il Ghetto per far più presto, compravano ai loro ragazzi che ne erano ghiottissimi. Era rinomato fra i venditori di quel luogo un certo Leone, che vendeva i polli e la tacchina scannati secondo il rito ebraico. Ma egli non era rinomato per questo: sibbene per essere un sensale di cavalli conosciutissimo, ed era, a quei tempi, l'unico ebreo che maneggiasse i destrieri. Era curioso il veder la mattina molti di cotesti ebrei con la balla legata dietro le spalle che uscivano di Ghetto a due e tre per volta per andare per la campagna o per le case a vendere la ghinea, la tela d'Olanda, le pezzuole d'Aleppo, e il cambrì. La maggior parte di essi facevan a credenza ed avevan le loro case fisse, ove vendevano a un tanto la settimana. [...] In Ghetto avevan le sinagoghe o Scuole, gl'istituti d'istruzioni pei ragazzi e le botteghe ove si vendevano i commestibili alla loro usanza. Nell'insieme, quando lì non c'eran che ebrei non stavan male. Era una specie di repubblichetta; lo star chiusi a quel modo, mentre a prima vista poteva sembrare, ed era una crudeltà ed una barbarie, a molti di essi pareva un benefizio, e ci stavan volentieri, perché così nessuno vedeva ciò che accadeva là dentro. Ed infatti, c'era fino a notte inoltrata un giuoco fortissimo; e le lagnanze di molti capi di famiglia che venivano a scoprire che i loro figliuoli passavan la notte in Ghetto a giuocare, a finire i patrimoni, e a far debiti a babbo morto, arrivarono fino al granduca più e più volte, senza che trovasse mai il modo di ripararvi».
«Molte famiglie israelite fra le più distinte non abitavano nel Ghetto, ed avevano dimore bellissime e ricche, specie coloro che esercitavano l'industria, che pur ve n'era fra tanti, o l'alta banca, come i Della Ripa, i Lampronti, la ditta “Mondolfi e Fermi.” Nel 1848 anche gli ebrei di “mezza tacca” cominciarono ad abbandonare il Ghetto [...] A poco a poco non rimasero ivi che le Sinagoghe e coloro che al servizio delle medesime si dedicavano: perciò quella località rimase quasi tutta in balìa dei cristiani; ci tornò una folla di straccioni, di precettati, di ladri e di tutta la feccia della città. Così il Ghetto divenne un vasto ricettacolo di un miscuglio di gente che passava la vita a fare a tocca-ferro con la polizia. Tutte persone dabbene che avevan pagato puntualmente il loro debito alla giustizia non avendo potuto far di meno; e che potevan vantarsi d'essere state quindici o vent'anni in galera, come se fossero state in villa; e molti di quei bravi soggetti studiavano il modo di ritornarvi, che era poi, in fine, la cosa più facile del mondo. La sera, a veglia, si raccontavano a vicenda gli episodii del tempo scontato al bagno, si portavano via via le notizie di quelli di conoscenza che c'erano andati di fresco, si almanaccavano delitti, rubamenti e d'ogni cosa un poco: tutti affari però che portavano all'uscio della galera che s'apriva loro tanto agevolmente che era un piacere! In Ghetto trovarono in ogni tempo sicuro asilo i ladri e i malfattori d'ogni genere; e quando qualche furfante inseguito da' birri che avevan la lingua fuori dal correre, riusciva a entrare in quel recinto, era bell'e salvo. Il giro intricatissimo delle scale che mettevano in comunicazione i quartieri da un lato all'altro del Ghetto rendeva facile lo sparire in un dedalo di corridoi, in un ginepraio di pianerottoli e d'abbaini che davan la via sui tetti, dai quali poi si riscendeva nelle scale d'un'altra casa e d'un'altra strada: e così il ladro inseguito era bravo chi lo pigliava. Fuori di tutto questo però, e non è poco, non si poteva dir altro. I grandi delitti inventati per fare effetto e per far perdere i sonni; le paurose tragedie, i sanguinosi drammi, descritti e raccontati come cose vere e naturali accaduti in quel luogo, salvo rare eccezioni, non son mai esistiti che nella fantasia di chi gli ha scritti. In Ghetto si ricoveravano gli assassini e i ladri quando avevan bell'e commesso il delitto, ma generalmente non lo commettevan mai lì»

## Bibliografia

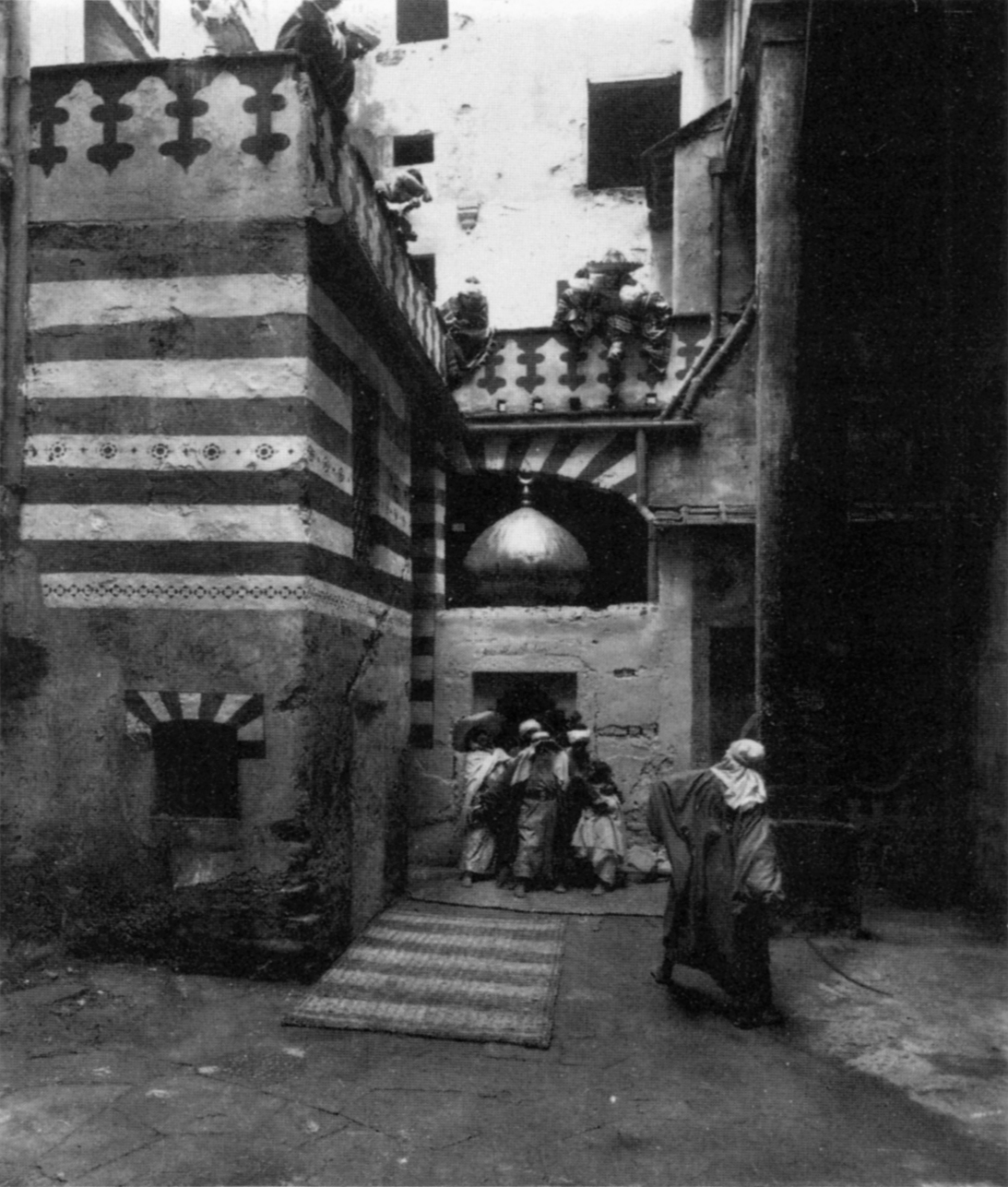
Il quartiere durante l'allestimemnto della città di Baghdad per il carnevale del 1886

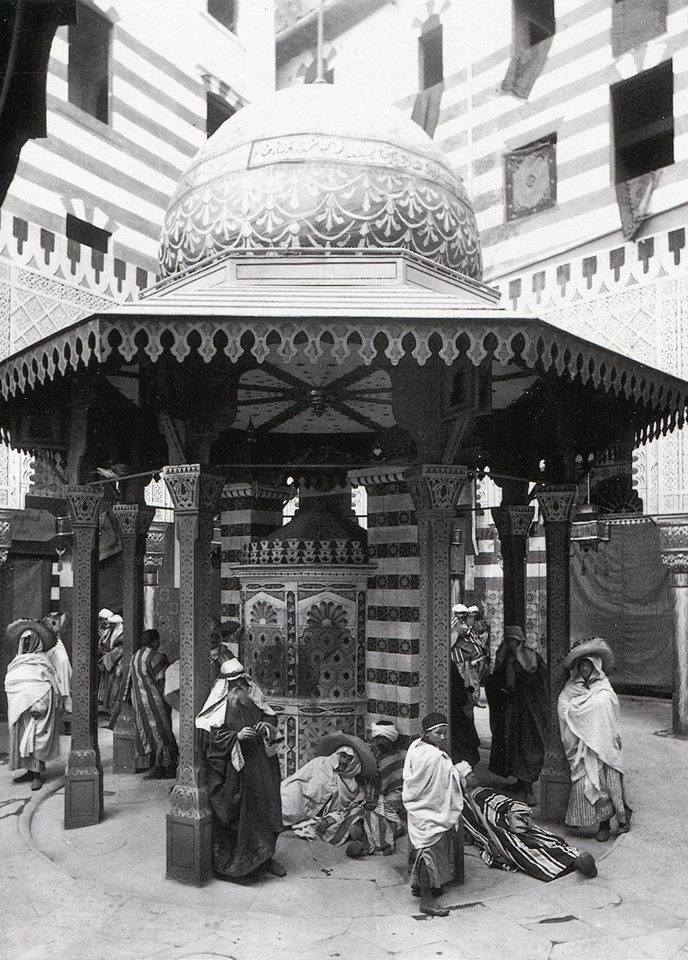
Il quartiere durante l'allestimemnto della città di Baghdad per il carnevale del 1886